# Kento Tsurumaki
Kento Tsurumaki (japanisch 弦巻 健人 Tsurumaki Kento; * 29. Juni 1987 in der Präfektur Niigata) ist ein ehemaliger japanischer Fußballspieler.

## Karriere
Tsurumaki erlernte das Fußballspielen in der Jugendmannschaft von Tokyo Verdy. Seinen ersten Vertrag unterschrieb er 2005 bei Tokyo Verdy. Der Verein spielte in der höchsten Liga des Landes, der J1 League. Am Ende der Saison 2005 stieg der Verein in die J2 League ab. 2007 wurde er an de Fagiano Okayama ausgeliehen. 2008 wurde er an den Zweitligisten Mito HollyHock ausgeliehen. 2009 kehrte er zu Tokyo Verdy zurück. Im August 2010 wechselte er zum Drittligisten Matsumoto Yamaga FC. Am Ende der Saison 2011 stieg der Verein in die J2 League auf. Danach spielte er bei Ayutthaya FC. Ende 2014 beendete er seine Karriere als Fußballspieler.